# Royal (circonscription fédérale)
Royal était une circonscription électorale fédérale du Nouveau-Brunswick, au Canada, dont le représentant a siégé à la Chambre des communes de 1914 à 1966. 

## Histoire
Cette circonscription a été créée en 1914 par la fusion de la partie du Comté de Kings de la circonscription de King's et Albert et de la partie du Comté de Queens de la circonscription de Sunbury—Queen's.
Elle a été abolie en 1966, la plupart du territoire se retrouvant dans la nouvelle circonscription de Fundy—Royal et une petite partie dans celle de York—Sunbury.

## Liste des députés successifs
Cette circonscription fut représentée par les députés suivants :
|  | Législature | Date élection     | Député                | Profession | Parti                     |
|  | ----------- | ----------------- | --------------------- | ---------- | ------------------------- |
|  | 13e         | 17 décembre 1917  | Hugh Havelock McLean  | Avocat     | Union                     |
|  | 14e         | 6 décembre 1921   | George Burpee Jones   | Marchand   | Conservateur              |
|  | 15e         | 29 octobre 1925   | George Burpee Jones   | Marchand   | Conservateur              |
|  | 16e         | 14 septembre 1926 | George Burpee Jones   | Marchand   | Conservateur              |
|  | 17e         | 28 juillet 1930   | George Burpee Jones   | Marchand   | Conservateur              |
|  | ¹           | 27 juin 1932      | George Burpee Jones   | Marchand   | Conservateur              |
|  | 18e         | 14 octobre 1935   | Alfred Johnson Brooks | Avocat     | Conservateur              |
|  | 19e         | 26 mars 1940      | Alfred Johnson Brooks | Avocat     | Gouvernement National     |
|  | 20e         | 11 juin 1945      | Alfred Johnson Brooks | Avocat     | Progressiste-Conservateur |
|  | 21e         | 27 juin 1949      | Alfred Johnson Brooks | Avocat     | Progressiste-Conservateur |
|  | 22e         | 10 août 1953      | Alfred Johnson Brooks | Avocat     | Progressiste-Conservateur |
|  | 23e         | 10 juin 1957      | Alfred Johnson Brooks | Avocat     | Progressiste-Conservateur |
|  | 24e         | 31 mars 1958      | Alfred Johnson Brooks | Avocat     | Progressiste-Conservateur |
|  | ²           | 31 octobre 1960   | Hugh John Flemming    | Marchand   | Progressiste-Conservateur |
|  | 25e         | 18 juin 1962      | Gordon Fairweather    | Avocat     | Progressiste-Conservateur |
|  | 26e         | 8 avril 1963      | Gordon Fairweather    | Avocat     | Progressiste-Conservateur |
|  | 27e         | 8 novembre 1965   | Gordon Fairweather    | Avocat     | Progressiste-Conservateur |

¹ Élection partielle à la suite de la démission de M. Jones
² Élection partielle à la suite de la nomination de M. Brooks au Sénat